# Mario Baruzzi
Pier Mario Baruzzi (ur. 12 lipca 1946 w Provaglio Val Sabbia, zm. 20 października 2020) – włoski bokser kategorii ciężkiej, mistrz Europy amatorów z 1967.

## Kariera amatorska
Zdobył złoty medal na mistrzostwach Europy w 1967 w Rzymie, wygrywając kolejno z Dieterem Renzem z RFN, Lucjanem Trelą, Kiriłem Pandowem z Bułgarii i w finale z Peterem Boddingtonem z Anglii.
Był amatorskim wicemistrzem Włoch w 1965, 1966 i 1967, za każdym razem przegrywając w finale z Giorgio Bambinim.

## Kariera zawodowa
Przeszedł na zawodowstwo w 1969. Wygrał pierwsze 22 walki, w tym zdobył w listopadzie 1970 tytuł zawodowego mistrza Włoch po pokonaniu Giuseppe Rosa. Stracił ten pas w rewanżowej walce z Rosem w kwietniu 1971. Była to pierwsza porażka Baruzziego na zawodowym ringu. Potem wygrał kolejnych 9 pojedynków i spróbował odebrać tytuł mistrza Włoch Rosowi, ale 26 grudnia 1972 przegrał przez techniczny nokaut w 4. rundzie. Po rezygnacji Rosa Baruzzi odzyskał tytuł w lipcu 1973 po zwycięstwie nad Dantem Cané, lecz go nie bronił. 29 maja 1974 spróbował odebrać tytuł mistrza Europy EBU Joe Bugnerowi, ale przegrał przez techniczny nokaut w 10. rundzie. Później większość walk przegrywał. Zakończył karierę w 1980.